# Marble Madness
Marble Madness är ett plattformsracingspel från 1984 utvecklat av Atari Games. Man spelar som en glaskula som ska rulla genom banor med olika hinder.

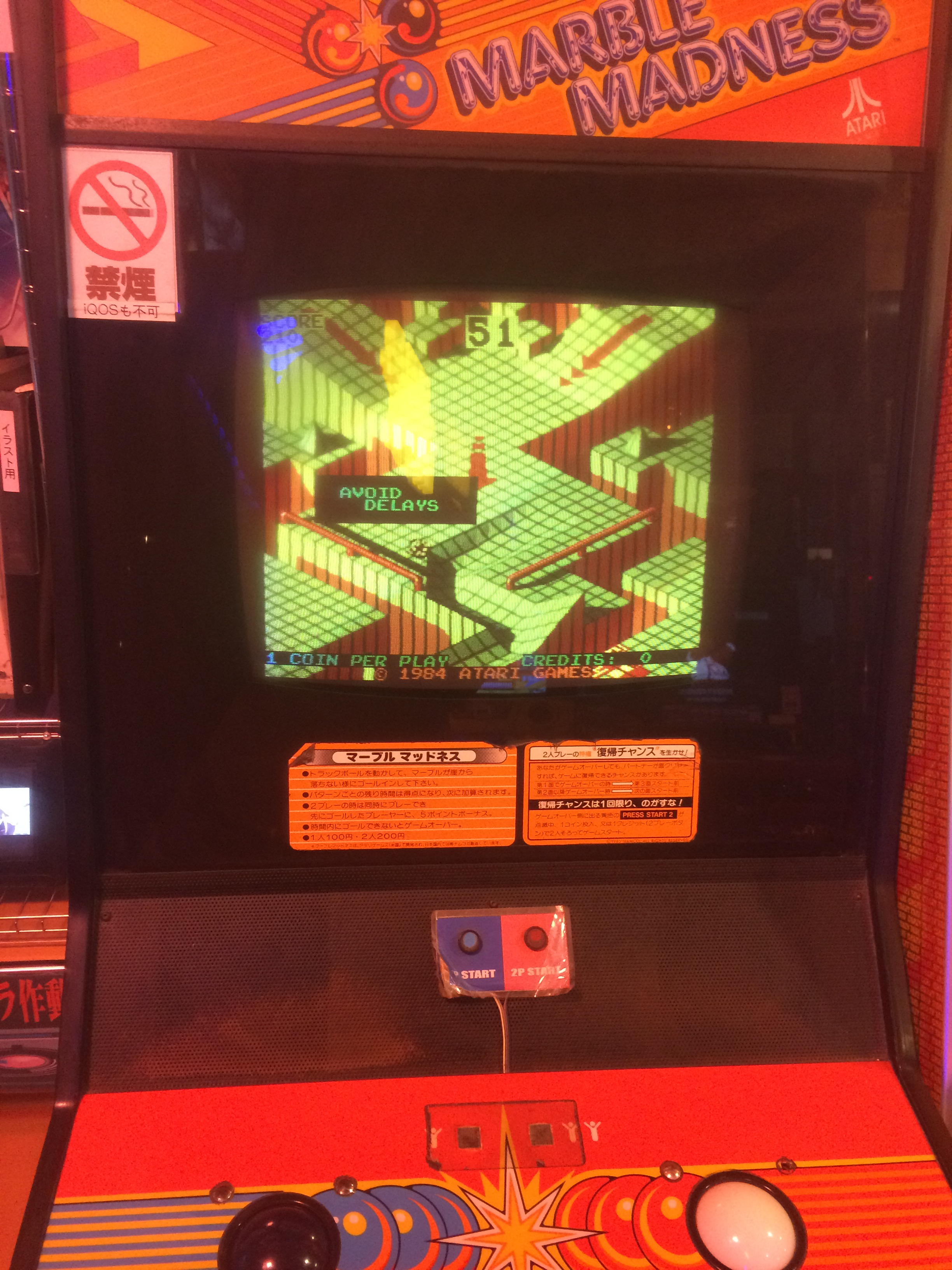
En arkadkabinett med spelet, fotograferad i Japan.

## Mottagande
Datormagazin ansåg att Amigaversionen av spelet hade bra grafik och mjuk scrollning och varierade banor, och gav spelet 5/5 i betyg.